# Falzia de marge
La falzia de marge o falzia mallorquina (Asplenium majoricum) és una espècie de falguera de la família Aspleniaceae.
És una falguera diminuta endèmica de Mallorca (Serra de Tramuntana) i d'algunes localitats del País Valencià i del sud de la província de Tarragona (Catalunya).
Com que és una espècie bastant rara, es va declarar com a espècie vulnerable al "Atlas y Libro Rojo de la Flora Vascular Amenazada de España" l'any 2008. Aquesta declaració s'ha vist reflectida posteriorment mitjançant la seva inclusió al Catàleg Valencià d'Espècies de Flora Amenaçades i també al Catàleg de flora amenaçada de Catalunya.

## Característiques
És un híbrid alotetraploide (2n= 144 cromosomes) fruit de l'encreuament entre les falgueres diploides Asplenium fontanum ssp. fontanum (2n=72 cromosomes) i Asplenium petrarchae ssp. bivalens (2n= 72 cromosomes), amb posterior duplicació espontània de la dotació cromosòmica. Les seves frondes mesuren entre 6 i 12 cm. Els sorus són més llargs que amples amb un indusi lateral i estan situats a prop de la costa de les pinnes. Esporulació de març a novembre.

## Història natural
Viu entre les pedres de les parets de les marjades i a les encletxes de les roques calcàries orientades cap al nord i nord-oest. Li agrada la llum però no el sol directe. Durant els mesos més secs de l'estiu entra en estivació, deshidratant-se les frondes fins a arribar a semblar mortes. Amb les primeres pluges de la tardor, los frondes es rehidraten en menys de 24 hores i reverdeixen com si no hagués passat res. Als pocs dies comença a brotar frondes noves. En ple hivern deixa de brotar, reiniciant la brotada a la primavera.
És capaç de formar híbrids: 
- Asplenium x reichsteinii: per retro-hibridació entre A. majoricum i el seu progenitor A. fontanum ssp. fontanum.
- Asplenium x orellii: per encreuament entre A. majoricum i A. trichomanes ssp. quadrivalens.
- Asplenium x sollerense: per encreuament entre A. majoricum i A. petrarchae ssp. petrarchae.
- Asplenoceterach barrancense: per encreuament entre A. majoricum i Ceterach officinarum ssp. officinarum.